# Elvin Hayes
Elvin Ernest Hayes (* 17. November 1945 in Rayville, Louisiana) ist ein ehemaliger US-amerikanischer Basketballspieler, der von 1968 bis 1984 in der National Basketball Association (NBA) für die San Diego/Houston Rockets und Washington Bullets aktiv war.

## Karriere

### College
Hayes spielte zunächst für die University of Houston, wo er 1966 zusammen mit Don Chaney der erste afroamerikanische Collegestudent wurde. Er führte Houston zweimal ins Halbfinale der NCAA Division I Basketball Championship, ohne sie je zu gewinnen und verließ das College als bester Rebounder der NCAA-Turniergeschichte. 

### NBA
Im NBA-Draft 1968 wurde Hayes von den neugegründeten San Diego Rockets an erster Stelle ausgewählt. Auch das ABA-Team, die Houston Mavericks wählten Hayes an erster Stelle des ABA-Drafts aus. 1969, nach seiner Debütsaison, wurde Hayes in das NBA All-Rookie Team berufen und zusätzlich mit 28,4 Punkten im Schnitt zum NBA-Scoringchampion ernannt. 
1972 wechselte Hayes von den Rockets zu den Baltimore Bullets, die ab 1974 dann in Washington spielten. Mit den Bullets gewann Hayes 1978 die NBA-Meisterschaft. 1981 kehrte er zu den Rockets zurück, für die er dann noch drei Jahre spielte. Er beendete seine Karriere 1984. Während seiner langjährigen Karriere erzielte er 21,0 Punkte, 12,5 Rebounds und 2,0 Blocks im Schnitt.
Hayes gilt als einer der besten Spieler der 1970er Jahre. So wurde er zwischen 1973 und 1979 sechsmal in die NBA-Auswahl gewählt und zwischen 1969 und 1980 zwölfmal für das NBA All-Star Game nominiert. Mit 27.313 Punkten in 1.303 Spielen liegt er auf Platz 10 der erfolgreichsten NBA-Punktesammler (Stand: 2020). In 50.000 Spielminuten (nur fünf Spieler standen länger auf dem Parkett) errang er mit 16.279 „Brettern“ die viertmeisten Rebounds aller Zeiten. Hayes wurde 1990 in die Naismith Memorial Basketball Hall of Fame aufgenommen. Die Washington Wizards, deren erfolgreichster Scorer der Teamgeschichte er ist, zogen zu Hayes Ehren die Trikotnummer 11 zurück und vergeben diese seitdem nicht mehr. 1996 wurde er zum 50-jährigen Jubiläum der NBA unter die 50 besten Spieler der NBA-Geschichte gewählt.